# Mykoła Ustyjanowycz
Mykoła Ustyjanowycz (ukr. Микола Леонтійович Устиянович, ur. 7 grudnia 1811 w Mykołajowie, zm. 3 listopada 1885 w Suczawie) – ukraiński pisarz i działacz społeczny, ksiądz greckokatolicki.
Urodził się w rodzinie urzędniczej. W 1838 ukończył Greckokatolickie Seminarium Duchowne we Lwowie, zostając proboszczem we wsi Sławsko.
W 1848 był jednym z inicjatorów utworzenia Soboru Ruskich Uczenych, postulował połączenie Galicji i Naddnieprza; w latach 1861–1866 posłem do Rady Państwa. W 1868 był jednym z współzałożycieli Proswity, redagował „Hałyczo-Ruskij Wistnyk”. Od 1870 mieszkał w Suczawie.
W 1836 napisał swój pierwszy wiersz w języku ukraińskim („Sloza na grobi Mychajła Harasewycza”), co zbliżyło go z Markijanem Szaszkewyczem; później do 1846 prawie w ogóle nie pisał, przerażony kampanią skierowaną przeciw językowi ukraińskiemu.
Pod wpływem wydarzeń roku 1848 zaktywizował swoją twórczość literacką – pisał wiersze i utwory prozą. W wierszach Ustyjanowycza dopełniają się motywy narodowe i społeczne, opisywane jest piękno przyrody Karpat, i folklor mieszkańców.
Zabrane przez niego materiały etnograficzne stanowiły podstawę pisania przez niego prozy: „Staryj Jefrem”, „Mest werchowyncia”, „Strasnyj Czetwer”. Przez ostatnie 20 lat życia Ustyjanowycz pisał niewiele, tylko w jazycziju.
Na bazie jego wierszy ”Werchowyno, switku ty nasz” i „Hej, brattja opryszky” powstały znane pieśni narodowe.
Wybrany na I kadencję Sejmu Krajowego Galicji z IV kurii obwodu Stryj, z okręgu wyborczego nr 33 Stryj-Skole.

## Literatura
- Stanisław Grodziski „Sejm Krajowy Galicyjski 1861–1914”, Wydawnictwo Sejmowe, Warszawa 1993, ISBN 83-7059-052-7
- „Wykaz Członków Sejmu krajowego królestwa Galicyi i Lodomeryi, tudzież wielkiego xięstwa Krakowskiego 1863”, Lwów 1863